# ديزج حاتم خان
ديزج حاتم خان (بالفارسية: دیزج حاتم‌خان) هي قرية تقع في أذربيجان الغربية في إيران. يقدر عدد سكانها بـ 278 نسمة بحسب إحصاء 2016.